# شهرستان پیما (آریزونا)
شهرستان پیما (به انگلیسی: Pima County) یکی از شهرستان‌های ایالت آریزونا در کشور آمریکا است که در میانهٔ ناحیهٔ جنوبی ایالت قرار دارد. جمعیت این شهرستان ۸۴۳٬۷۴۶ نفر است. شهر توسان مرکز دیوانسالاری و آموزشی شهرستان پیما و دومین شهر بزرگ ایالت آریزونا است. بخش عمده جمعیت شهرستان پیما در نواحی شرقی آن و در شهر توسان و حومه آن متمرکز شده‌اند.
نام «پیما» از نام قبیله سرخ‌پوستان پیما که در آن منطقه می‌زیستند، گرفته‌شده‌است.